# Mała Debrza
Mała Debrza – część wsi Nienaszów położona w Polsce, w województwie podkarpackim, w powiecie jasielskim, w gminie Nowy Żmigród.
W latach 1975–1998 Mała Debrza administracyjnie należała do województwa krośnieńskiego.